# Charax condei

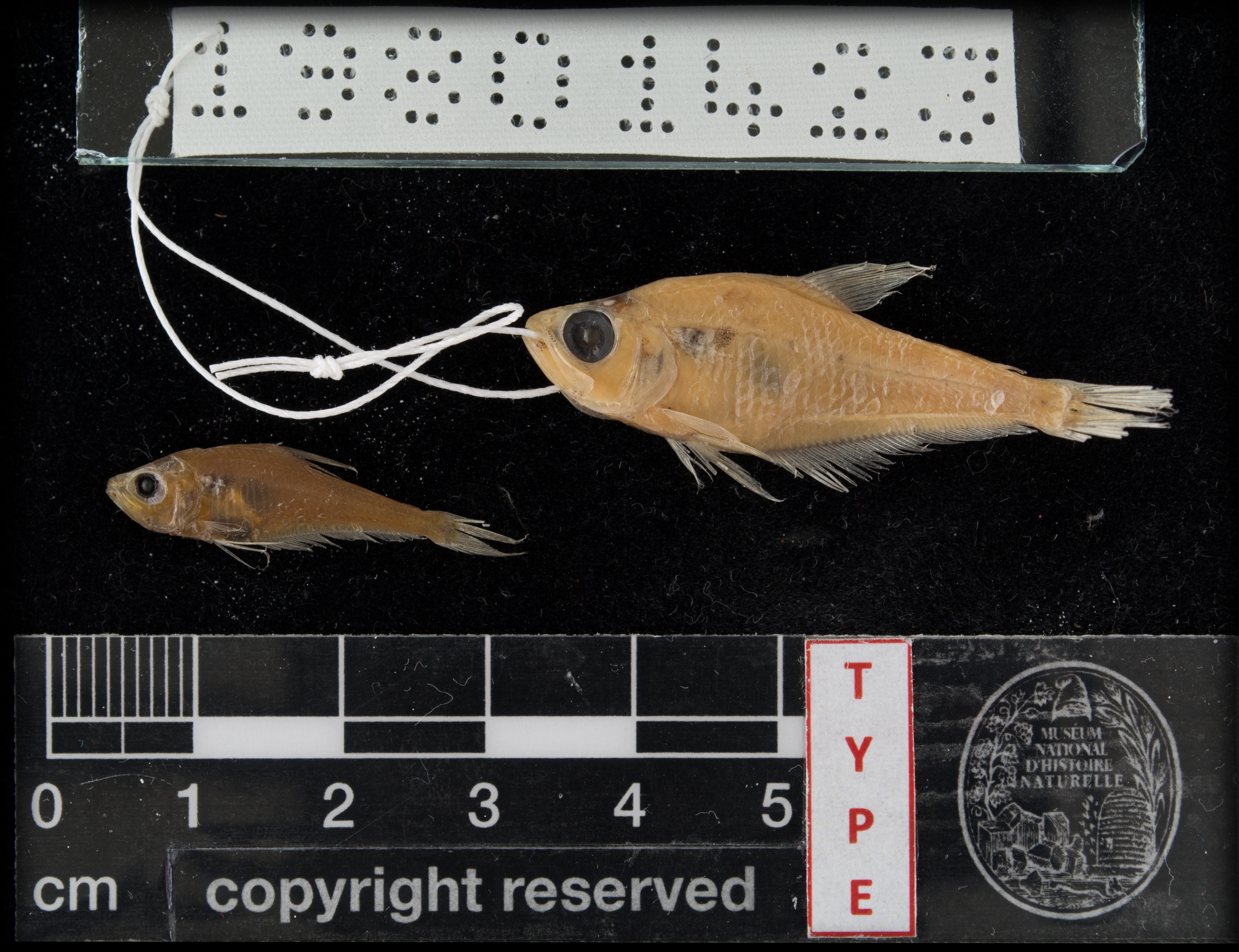
Especimen de Charax condei.

Charax condei és una espècie de peix de la família dels caràcids i de l'ordre dels caraciformes.

## Morfologia
- Els mascles poden assolir 5,4 cm de llargària total.[5]

## Alimentació
Menja peixets.

## Hàbitat
Viu en zones de clima tropical entre 23 °C - 25 °C de temperatura.

## Distribució geogràfica
Es troba a Sud-amèrica: conca del  riu Negro al Brasil.